# 大石柱子乡
大石柱子乡，是中华人民共和国河北省承德市宽城满族自治县下辖的一个乡镇级行政单位。

## 行政区划
大石柱子乡下辖以下地区：
大石柱子村、大阎杖子村、小石柱子村、绊马河村、西梨园村、东梨园村、孔家沟村、双松汀村、白鸡沟村、二道河子村和河西村。